# The Survival of the Fittest (film)
The Survival of the Fittest è un cortometraggio muto del 1911. Il nome del regista non viene riportato nei crediti del film che, prodotto dalla Selig Polyscope Company, aveva come interpreti Kathlyn Williams e William V. Mong.

## Produzione
Il film fu prodotto dalla Selig Polyscope Company.

## Distribuzione
Distribuito dalla General Film Company, il film - un cortometraggio in una bobina - uscì nelle sale cinematografiche degli Stati Uniti il 13 febbraio 1911.